# 昂博奈
昂博奈（法語：Ambonnay，法語發音：[ɑ̃bɔnɛ]）是法国马恩省的一个市镇，位于该省中部偏西北，属于埃佩尔奈区。

## 地理
昂博奈（49°4'38"N, 4°10'21"E）面积11.8 平方千米，位于法国大東部大區马恩省，该省份为法国东北部内陆省份，北起阿登省，西北接埃纳省，西南接塞纳-马恩省，南至奥布省，东南接上马恩省，东临默兹省。
与昂博奈接壤的市镇（或旧市镇、城区）包括：特雷帕伊、马恩河畔孔代、布济、伊斯、马恩河畔图尔、沃德芒日、韦尔济、瓦勒德利夫尔。

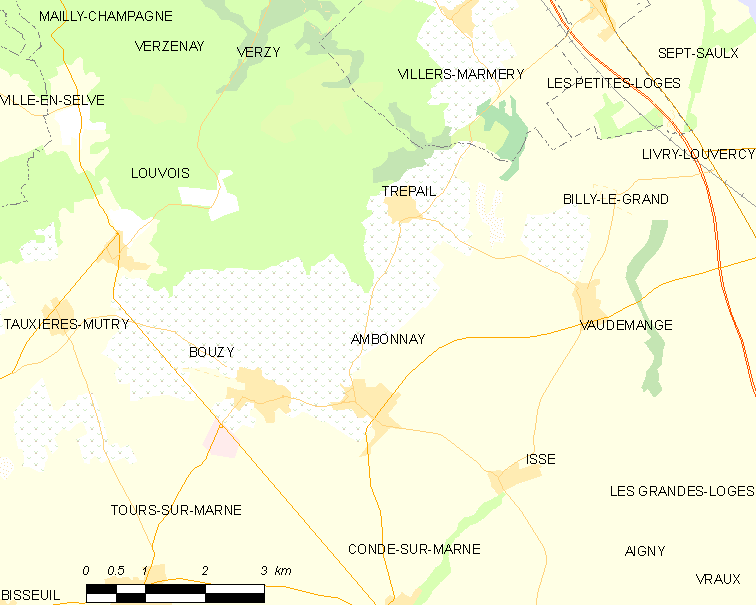
昂博奈的OSM定位图

昂博奈的时区为UTC+01:00、UTC+02:00（夏令时）。

## 行政
昂博奈的邮政编码为51150，INSEE市镇编码为51007。

## 政治
昂博奈所属的省级选区为埃佩尔奈第一县。

## 人口

1962-2008年间昂博奈人口变化图示

昂博奈于2022年1月1日时的人口数量为962人。